# Stenophrixothrix fuscus
Stenophrixothrix fuscus là một loài bọ cánh cứng trong họ Phengodidae. Loài này được Gorham miêu tả khoa học năm 1881.